# Вільям Пенн
Вільям Пенн (англ. William Penn, 14 жовтня 1644, Лондон — 30 липня 1718, Беркшир) — ключова фігура в ранній історії англійських колоній в Америці, Пенн шанується в США як один з батьків-засновників держави і її першої столиці — Філадельфії («міста братської любові»). Бувши квакером-пацифістом і проповідником віротерпимості, він заснував як «притулок для вільнодумних європейців» колонію, яку назвали — Пенсільванія (Лісова країна Пенна (лат.)). Був одним з перших захисників демократії та свободи віросповідання. Особливо відзначають його участь в складанні мирного договору з корінними жителями Америки — плем'ям ленапів, що історично заселяли територію Пенсільванії.

## Життєпис
Походив зі шляхетського роду. Син Вільяма Пенна-старшого, адмірала англійського флоту. Навчався в Оксфордському університеті. На ньому вплинув квакерський проповідник Томас Лоу. 1662 року Пенна було виключено з університету за пуританські погляди. Згодом декілька разів потрапляв під арешт, перебував у Тауері. Наприкінці 1670 року перебирається до Лондону. Невдовзі увійшов до почту герцога Якова Йоркського, з яким Вільяма Пенна поєднували єдині погляди на встановлення сильної центральної королівської влади, припинення переслідування за релігійні погляди. У 1679—1681 роках, під час політичної «виключної» кризи, пов'язаною з проблемою спадкування трону Яковом Йоркським, що був католиком, виступив на боці останнього.
Згодом звернувся до колоніальних проєктів. У 1681 році король Карл II передав частину своїх американських земель Вільяму Пенну, таким чином було сплачено борг короля батькові Пенна. До складу земель, отриманих Пенном, входили сучасна Пенсільванія і Делавер. Пенн прибув до Америки в 1682 році і розмістився в Нью-Каслі. Тоді ж відбулися перші загальні збори колоністів, які визнали нового власника. В цьому ж році Пенн вирушив вгору по річці Делавер і в 1683 році заснував Філадельфію. Однак не все було гладко. Правління квакера було небажаним для голландських, шведських і англійських поселенців, які займали землі нинішнього штату Делавер. Майже відразу ж почалася боротьба за незалежність цих територій, і в 1704 році вони досягли своєї мети, коли «три нижніх графства» Пенсільванії утворили нову напівавтономну колонію — Нижній Делавер зі столицею в Нью-Каслі.
З найперших років перебування в Америці Пенн виступав за об'єднання англійських колоній. Демократичні принципи, які він виклав у конституції Пенсільванії (Pennsylvania Frame of Government) послужили основою для конституції Сполучених Штатів. Бувши пацифістом, Пенн серйозно ставився до проблеми мирного врегулювання конфліктів. Він розробив перспективний проєкт для Сполучених Штатів Європи, в якому запропонував створення Європейської Асамблеї з депутатів, які могли б обговорювати та виносити рішення по різним суперечкам не вдаючись до насильства. Це дає право вважати його першим мислителем, який запропонував створення Європейського парламенту.
Під час панування короля Якова II Стюарта захищав королівські прерогативи у суперечки з парламентарями. Деякий час листувався з римською курією, виступаючи за рівні права католиків та протестантів.

## Творчість
Людина твердих релігійних переконань, Пенн написав безліч творів, у яких він закликав вірян приєднатися до духу першохристиянства. Його книга «Без хреста немає корони» (1669), яку він написав, перебуваючи в тюрмі, стала класикою християнської літератури.